# Castelo dos Gorazes
O Castelo dos Gorazes é um sítio arqueológico situado nas imediações da aldeia de Gorazes, na antiga freguesia de Senhora da Graça de Padrões, no concelho de Almodôvar, em Portugal.

## Descrição e história
Consiste numa castella, um tipo de fortificação do período romano, situada numa elevação perto da ribeira de Oeiras, e nos arredores da povoação de Gorazes. No topo da colina foram descobertos dois taludes com ruínas de estruturas, e um terceiro talude situa-se mais a Sul, sendo todos compostos por grandes blocos de xisto. No lado oriental foi descoberta uma saliência, que poderia fazer parte de uma torre. Na encosta meridional da colina foram encontrados alguns fragmentos de peças de cerâmica de origem romana. O sítio foi alvo de trabalhos arqueológicos em 1993, 1997, 1999 e 2006.
Mais a Sul encontra-se uma outra elevação, conhecida como Curral dos Cordeiros, onde foram encontradas fragmentos de cerâmica da época romana, incluindo ânforas, e de outras mais recentes, além de materiais de construção. A Oeste encontra-se outra elevação, com o nome de Curral do Castelo ou Courela, onde também foram encontrados fragmentos de cerâmica romana e materiais de construção, como tégulas.